# Lafuentemyia yanezi
Lafuentemyia yanezi là một loài ruồi trong họ Tachinidae.